# Far Cry 4
| Агрегатор    | Оцінка                                     |
| ------------ | ------------------------------------------ |
| GameRankings | 78.50% (pc) 83.66% (ps4) 88.00% (xbox one) |
| Metacritic   | 80 (pc) 85 (ps4) 81 (xbox one)             |

Far Cry 4 — відеогра в жанрі шутер від першої особи з відкритим світом. Розробку гри очолює студія Ubisoft Montreal за участю Red Storm Entertainment, Ubisoft Toronto, Ubisoft Shanghai і Ubisoft Kyiv.
Дія гри розгортається в Кираті, вигаданому регіоні Гімалаїв, де панує самопроголошений король.

## Перші подробиці про Far Cry 4
На прес-конференції компанії Ubisoft на E3 2014 були показані перші п'ять хвилин нещодавно анонсованою Far Cry 4. Відео розповідає про знайомство головного героя гри і лиходія Паган Міна — самопроголошеного короля вигаданого регіону Кират. Головний герой гри, Аджай Ґейл, прибуває в Гімалаї, щоб виконати останню волю померлої матері. У Кираті він виявляється втягнутим в громадянську війну, мета якої — повалити диктаторський режим Пейґана Міна.
Дебютний геймплейний ролик гри продемонстрував відкритий світ Far Cry 4, кооперативний режим і оновлений арсенал зброї. Також був зроблений акцент на можливості спускатись по схилах: у героя є крюк, що дозволяє долати обриви і підніматись на вершини гір. Окрім цього, можна стріляти з пістолета під час їзди і захоплювати транспорт супротивника на ходу, стрибаючи з машини на машину як в Sleeping Dogs.
Кооперативний режим також піддався змінам: на відміну від третьої частини, де для кооперативу були доступні лише спеціальні місії, в Far Cry 4 до поодинокої кампанії у будь-який момент може приєднатися другий гравець. Розробники заявляють, що власники консолей від Sony зможуть насолодитися спільним проходженням навіть з тими, хто не придбав гру. Проте доки не говорять, яким саме чином буде реалізована ця можливість.
Far Cry 4 з'явиться у продажу 18 листопада 2014 року на PC і консолях попереднього і останнього поколінь: Playstation 3, Playstation 4, Xbox 360, Xbox One. Сама очікувана гра осені 2014.

## Far Cry 4: Різниця між старим і новим поколінням консолей
Під час чату на подкасті Ларрі Гріба, креативний директор Far Cry 4 Алекс Хатчінсон (Alex Hutchinson) розповів про відмінності версії гри для нових і старих консолей.
Алекс відмітив, що відмінностей в геймплеї між Next — gen і Current — gen немає, але візуально, нове покоління виглядатиме значно краще.
Також Хатчінсон розповів, що PC — провідна платформа для гри. Ubisoft відомі не дуже хорошою якістю портів з консолей на PC, особливо в плані оптимізації. Far Cry 4 не повинна страждати від такого роду проблем.

## Колекційне видання Far Cry 4

Колекційне видання Far Cry 4

Компанія Ubisoft представила спеціальне видання шутера Far Cry 4. Kyrat Edition обійдеться покупцям в $130 і буде доступне в день виходу гри, 18 листопада 2014 року, на усіх заявлених платформах: PC, Xbox One, PlayStation 4, PlayStation 3 і Xbox 360.
Це видання пропонує ексклюзивні і колекційні предмети, а також подовжує ігровий час за допомогою додаткового контенту. Отже, в Kyrat Edition входить наступне:
1) 20-сантиметрова фігурка головного лиходія Far Cry 4 Пейґана Міна (Pagan Min), що сидить на троні у формі слона;
2) журнал мандрівника;
3) карта Кирату;
4) ексклюзивна колекційна коробка;
5) доповнення Hurk's Redemption, в яке увійдуть три бонусні місії за участю Герка, знайомого по DLC Far Cry 3 : Monkey Business персонажа, а також його улюблена зброя — гарпун.
Far Cry 4 розповідає історію Аджая Ґейла, який попрямував в Кират (вигаданий регіон Гімалаїв), щоб виконати останню волю своєї матері, але потрапив в гущу громадянської війни. За словами розробників, шутер зможе похвалитися величезним вибором зброї і засобів пересування, а сама гра буде ще масштабніша і захоплююча, ніж попередні частини серії.

## Авторам Far Cry 4 бракує часу на створення ігрових жіночих персонажів
Спочатку Ubisoft планувала дати гравцям можливість вибирати стать головного героя в шутері Far Cry 4, але потім відмовилися від цієї ідеї через нестачу часу.
Про це в інтерв'ю порталу Polygon розповів творчий директор проекту Алекс Хатчінсон (Alex Hutchinson).
За його словами, створення моделі головного героя і її анімація — це дуже довгий і трудомісткий процес, тому на опрацювання персонажів жіночої статі у розробників просто не було б часу і треба було б робити нові озвучення. Проте, Хатчінсон відмітив, що жіночі персонажі цілком можуть з'явитися в Far Cry 4 в майбутньому — наприклад, в одному з доповнень.
Зовсім нещодавно стало відомо, що в пригодницькому екшені Assassin's Creed Unity також не можна буде зіграти за представника прекрасної половини людства. Як і у випадку з новою Far Cry, розробників підтискають встановлені часові рамки.

## ПК— провідна платформа Far Cry 4
Креативний директор Far Cry 4 Алекс Хатчінсон (Alex Hutchinson) розповів у бесіді з Major Nelson з Microsoft про відмінності між платформами. Усі версії надаватимуть однаковий ігровий досвід, але графіка на нових консолях буде набагато краща (шерсть на тваринах, трава, листя дерев).
Також він сказав, що в першу чергу проект створюється для PC, а потім його переносять на консолі нового покоління і настроюють. Консольні гравці отримають найкращу версію, яку розробники здатні їм дати. Таким чином, PC- гравцям не доведеться мати справи з погано оптимізованим консольним портом. Вихід Far Cry 4 відбудеться 18 листопада 2014 року.

## У Far Cry 4 буде більше мультиплеєра
Голова Ubisoft Ів Гіймо стверджує, що в Far Cry 4 буде більше мультиплеєрної складової, ніж у третій частині бойовика.
Фінансовий директор (Alain Martinez) пояснив відношення розробників до мультиплеєра в інтерв'ю GameSpot.
«Ми збираємося робити ігри, які підтримуватимуться довгий час. Наше завдання не лише у продажу як можна більшої кількості копій проектів, але і в широкому поширенні матеріалів для них. З цим завданням успішно впоралися інші компанії», — заявив Мартінез.
Ubisoft розраховує, що четверта частина бойовика буде ще успішніша, ніж Far Cry 3, наклад якої складає 9 млн копій. Гравці побувають в гірській країні Кират. Як і в попередній частині, розробники запропонують досліджувати величезний відкритий світ з фауною, багатим арсеналом і автопарком.
Оригінальна Far Cry вийшла з кооперативним режимом на чотирьох чоловік, який не був пов'язаний з основною сюжетною кампанією. Кооператив розповідав єдину історію, але був розбитий на декілька епізодів в стилі Left 4 Dead.